# جائزة بيلي جيفورد
جائزة بيلي جيفورد للأعمال غير الروائية (Baillie Gifford Prize for Non-Fiction) ، التي كانت تُعرف سابقًا بجائزة صموئيل جونسون هي جائزة سنوية لأفضل كتب غير روائية في المملكة المتحدة. تأسست في 1999 بعد توقف جائزة NCR Book. يتم اختيار القائمة الطويلة والقائمة القصيرة والفائزة من قبل لجنة من الحكام المستقلين، والتي تتغير كل عام. سُميّت الجائزة سابقًا على اسم المؤلف الإنجليزي ومؤلف المعاجم صموئيل جونسون، وأعيد تسميتها في عام 2015 نسبةً للراعي الجديد شركة بيلي جيفورد.

## خلفية
كانت الجائزة الأدبية الأولى في بريطانيا للكتب غير الروائية هي جائزة NCR Book التي تم تأسيسها في عام 1987. إلا أنه في عام 1997 تعرضت الجائزة لفضيحة عندما تم الكشف عن أن الحكام قد استأجروا أشخاصاً ليقرأوا الكتب بدلاً منهم وتزامن ذلك مع مشاكل أخرى واجهت الجائزة مما تسبب في توقفها. رداً على ذلك ، قام المؤرخ بيتر هينيسي، أحد الفائزين السابقين بجائزة ان سي ار، بالاتصال بمدير النشر في دار بينجوين للنشر بشأن إنشاء جائزة جديدة والتي قام بتمويلها متبرع مجهول وسُميت على اسم الكاتب صموئيل جونسون.
منذ إنشائها حتى عام 2001، تم تمويل الجائزة بشكل مستقل من قبل المتبرع المؤسس. في عام 2002، استحوذت هيئة الإذاعة البريطانية على الجائزة وأعيدت تسميتها بجائزة بي بي سي فور صموئيل جونسون وأدارتها بي بي سي فور. في عام 2009، تم تعديل الاسم إلى جائزة بي بي سي صموئيل جونسون للأعمال غير الروائية وتديرها بي بي سي تو. في عام 2016 ، تم تغيير الاسم إلى جائزة بيلي جيفورد للأعمال غير الروائية نسبةً للراعي الجديد شركة بيلي جيفورد لإدارة الاستثمار ومقرها إدنبرة.